# Самийленко, Владимир Иванович

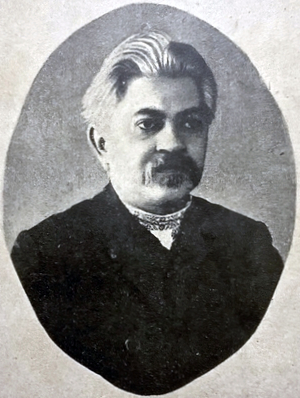
Портрет 1905 г.

Владимир Иванович Самийленко (Самойленко, укр. Володимир Іванович Самійленко, литературные псевдонимы — Иваненко, В. Полтавец, В. Сивенький, Л. Сумный; 3 февраля 1864, Большие Сорочинцы, Миргородский уезд, Полтавская губерния — 12 августа 1925, Боярка, Звенигородский уезд, Киевская губерния) — украинский поэт, драматург и переводчик.

## Биография
Был внебрачным сыном помещика Ивана Лисевича, потому носил фамилию своей матери.
Окончил в 1885 году Полтавскую гимназию, затем до 1890 года обучался на историческом факультете Киевского университета. Работал чиновником в Киеве, Чернигове, Екатеринодаре и Миргороде; с 1905 года работал в Киеве в редакциях газет «Громадська Думка», «Рада», «Шершень», затем до 1917 — нотариус в Добрянке.
После провозглашения украинской независимости работал в министерствах образования и финансов. В 1919 г. вместе с правительством УНР эмигрировал на занятую поляками Галичину. В 1924 г. возвратился в Киев, где работал в издательстве художественной литературы, однако здоровье его было подорвано голодными годами гражданской войны, и уже в следующем году он скончался. Похоронен в Киевской области в г. Боярка справа от входа в Свято-Михайловский храм.
Автор многих лирических поэтических произведений, а также пьес «Маруся Чураївна» (1896), «У Гайхан-Бея» (1917), «Драма без горілки» (1895, не окончена) и др. Перевёл на украинский язык «Илиаду» Гомера, «Божественную комедию» Данте, пьесы Мольера, Бомарше, А. Франса, стихи Беранже, Байрона и др. Кроме того, был сатириком, автор сатирических стихотворений «Ельдорадо» (1886), «Як то весело жить на Вкраїні» (1886), «На печі» (1898), «Мудрий кравець» (1905), «Невдячний кінь» (1906), «Дума-цяця», «Міністерська пісня», «Новий лад».

## Произведения
- Апетит
- Вінок Тарасові Шевченку в день 26 лютого
- Дещо про свободу
- Діяч
- Ельдорадо
- Заспівав би я
- Мрія бюрократа
- На печі
- На смерть Лесі Українки
- Новий заєць на вловах
- Патріота Іван
- Патріоти
- Російська серенада
- Слова і думки
- Українська мова
- Україні
- Чому люде лихі
- Шляхи